# پنی (یکای پول)

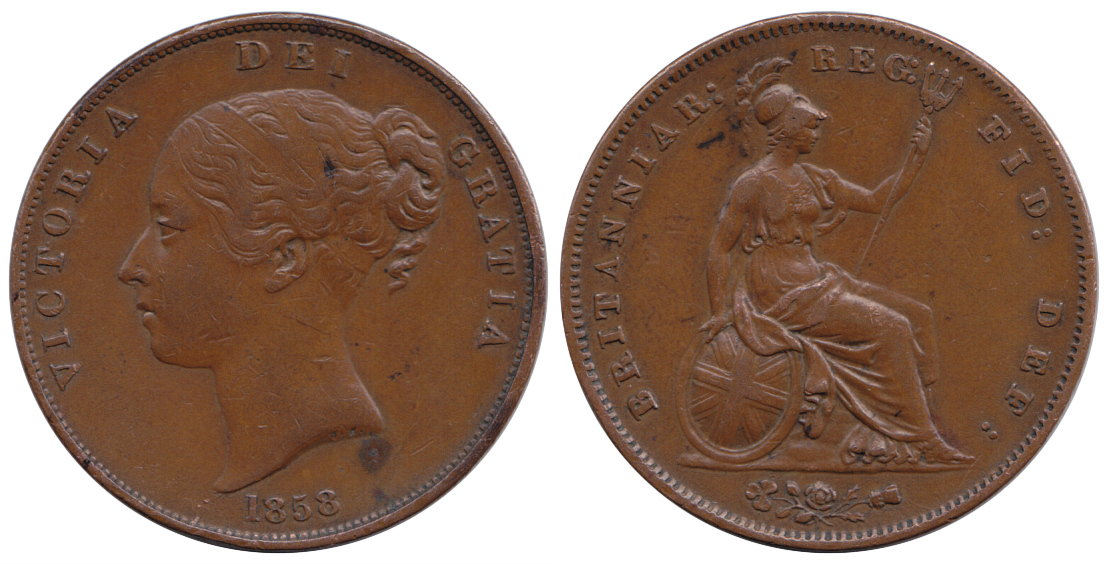
پنی انگلستان، ۱۸۵۸

پنی (به انگلیسی: Penny) یک سکه یا یکای پول در کشورهای مختلف است. پنی از دینار کارونژی وام گرفته شده‌است و معمولاً کوچکترین پول در یک سیستم ارزی است. در حال حاضر، نام رسمی پنی بریتانیا (p) و نام واقعی سکه یک سنتی آمریکا (¢) و همچنین نام غیررسمی سکه ۱ سنتی یورو (c) در ایرلند است. پنی نام غیررسمی واحد محاسبه سنت در کانادا است، اگرچه سکه‌های یک سنتی دیگر در آنجا ضرب نمی‌شوند. این نام همچنین برای اشاره به ارزهای مختلف تاریخی که از سیستم کارولنژی مشتق شده‌اند مانند دنیر فرانسه و فنیگ آلمان، استفاده می‌شود. همچنین ممکن است به صورت غیررسمی برای اشاره به سکه‌های کوچک با ارزش مشابه مانند سنت یورو یا فن چینی استفاده شود.